# Kolonia Racięcin
Kolonia Racięcin (do końca 2015 roku Kolonia Racięcka)– wieś w Polsce położona w województwie wielkopolskim, w powiecie konińskim, w gminie Wierzbinek.
Miejscowość utworzona została jako osada filialna Racięcina. W latach 1975–1998 miejscowość administracyjnie należała do województwa konińskiego. W roku 2011, wraz z miejscowością Wójcinek (jako miejscowość statystyczna) liczyła 143 mieszkańców, w tym 75 kobiet i 68 mężczyzn.